# Małoustjikinskoje
Małoustjikinskoje (ros. Малоустьикинское) – wieś (sieło) w Rosji, w Baszkortostanie, w rejonie mieczetlińskim. W 2021 liczyła 596 mieszkańców.